# Rétroaction
Pour les articles homonymes, voir Rétroaction (homonymie) et Feedback.
 (décembre 2015).
Si vous disposez d'ouvrages ou d'articles de référence ou si vous connaissez des sites web de qualité traitant du thème abordé ici, merci de compléter l'article en donnant les références utiles à sa vérifiabilité et en les liant à la section « Notes et références ».

Représentation d'une boucle de rétroaction.

La rétroaction (en anglais feedback) est un processus dans lequel un effet intervient aussi comme agent causal sur sa propre origine, la séquence des expressions de la cause principale et des effets successifs formant une boucle de rétroaction.

## Définition
Une rétroaction est une interaction dans laquelle la perturbation d’une variable provoque le changement d'une seconde variable, qui influe à son tour sur la variable initiale. Une rétroaction forme une boucle fermée dans un diagramme de causalité.

### Rétroaction positive
Une rétroaction positive est un processus qui a pour effet d’accentuer les perturbations, le processus s'autoalimente, par exemple dans le cas d'une explosion.

### Rétroaction négative
Une rétroaction négative est un processus qui a pour effet d'atténuer les perturbations et provoque un amortissement qui permet une régulation.

## Origine et histoire
La rétroaction est un concept dont les origines se perdent dans l'histoire, mais on peut trouver les origines directes de la notion actuelle de feedback depuis l'industrialisation avec, par exemple, au XIXe siècle, le servomoteur de Joseph Farcot qui fait intervenir une boucle de réaction dans le positionnement d'un gouvernail actionné par un système de cylindre et de piston mu par la pression de la vapeur.
La théorisation des logiques mécaniques, en particulier avec la cybernétique, a mis en évidence le principe de boucle de rétraction et, par voie de conséquence, les logiques d'évolution des systèmes étudiées en systémique.
Pionniers de l'expression de cette notion de rétroaction, Norbert Wiener, Arturo Rosenblueth et Julian Bigelow « l'emploient aussi dans un sens plus restreint pour signifier que le comportement d'un objet est déterminé par la marge d’erreur qui le sépare à un moment donné de l’objectif qu’il cherche à atteindre ».

## Effet sur le système
Une boucle de rétroaction est un dispositif qui lie l'effet à sa propre cause, avec ou sans délai.
La répétition de la réaction (réaction itérative) entraîne :
- son amplification continuelle (cercle vertueux ou cercle vicieux, selon que cette amplification est jugée favorable ou non), dans le cas de rétroaction positive ;
- son extinction progressive ou non (avec pompage ou non) en cas de rétroaction négative. Le système se rapproche d'un attracteur, qui n'est pas forcément le point zéro.

La rétroaction peut avoir un effet variable selon les conditions et notamment selon le délai de transmission (paramètre important) et l’inertie du système, ce qui induit des effets très variés (cycle, comportement chaotique, etc.).
Les comportements des systèmes se répartissent en trois grands types :
- amplification, voire emballement tant que les limites physiques ne sont pas atteintes (effet boule de neige : effet Larsen, explosion nucléaire, etc.) ;
- régulation stable (aéronautique, aérospatial, régulation des processus industriels par l'automatique), éventuellement sous forme cyclique, avec ou sans amortissement : clignoteur, sonnette électrique, thermostat, etc. ;
- entre les deux, fonctionnement chaotique, qui peut néanmoins sous certaines conditions déboucher sur (émergence), ou ressembler à, un des deux autres. Un exemple de comportement émergent est donné par la fourmi de Langton.

## Domaines d'application
Des rétroactions existent dans de nombreux systèmes tant physiques, biologiques (équilibre des écosystèmes, endocrinologie) que sociaux (finance comportementale, psychologie sociale, sociologie). Elles sont essentielles en communication avec la notion de processus de communication, et dans de nombreuses technologies (automatique).

### Biologie
Il existe deux types de rétroaction dans le domaine biologique : la rétroaction positive (ou rétroactivation) et la rétroaction négative (appelée également rétroinhibition). Respectivement, la première augmente l'activité de ou des enzymes impliquées dans les processus concernés et la deuxième diminue l'activité de ou des enzymes. Il ne faut toutefois pas confondre le rétrocontrôle/feed-back (régule l'activité des enzymes) avec l'induction ou la (co)répression enzymatique (régule respectivement l'activation et l'inhibition de la synthèse des enzymes). Cette première définition convient lors de diverses régulations de l'activité génique (cf la répression catabolique ou encore la régulation du tryptophane). Néanmoins, ces termes sont également utilisés en endocrinologie. Dans ce cas-ci, une boucle de rétroaction positive va amplifier (c'est-à-dire augmenter et non créer) une réponse physiologique dû à une perturbation de l'homéostasie du corps. Tandis qu'une boucle de rétroinhibition va réduire voire stopper une réponse physiologique (toujours dû à une perturbation de l'homéostasie).
Afin de mettre en évidence ces deux types de rétroactions (positive et négative), il faut montrer que le produit formé a une influence notable sur l'activité des enzymes, ce que révélerait un impact quantitatif du produit formé sur sa propre production. Pour cela, il est envisageable de réaliser deux expériences. Une première expérience (1) dans laquelle on fait réagir les réactifs en présence d'enzymes. Puis, une deuxième expérience (2) dans laquelle on fait réagir les réactifs (marqués via un atome radioactif) en présence d'enzymes, avec cependant une quantité déjà non négligeable de produit. Le marquage permet de suivre l'évolution de la réaction, et d'observer au fil du temps la quantité de produit formé, sans pour autant la confondre avec les produits insérés initialement. Ainsi, il est possible de comparer la manière dont la quantité de produit formé évolue au cours du temps selon la configuration choisie (1) ou (2). Une évolution de la quantité plus rapide lorsque du produit est introduit en plus prouverait un processus de rétroactivation. Une évolution moins rapide au contraire pourrait être interprétée comme la manifestation d'une rétroinhibition. Cette comparaison peut être exprimée graphiquement ou encore numériquement en calculant le taux d’accroissement de la fonction associée à l’évolution de la quantité de produit formé pour chacune des configurations. Cette expérience permet de mettre en évidence l'existence d'une rétroaction pour un processus donné et de préciser son type. En outre, la façon dont peuvent être collectées les mesures de quantité à partir des mesures de radioactivité ne sont ici pas précisées. Enfin, ce protocole représente une suggestion qui n’est pas nécessairement standardisée.

### Économie
En économie, Nicolaï Kondratieff suggère vers 1920 l'existence de cycles liés aux phases de chaque innovation technologique (recherche, production, adoption progressive par le marché correspondant à une expansion (voir croissance exponentielle), saturation des besoins conduisant à un simple marché de renouvellement (voir courbe logistique), voire à une décroissance rapide quand l'ancienne innovation est supplantée par une autre, pour laquelle le cycle recommence. Deux exemples typiques sont le cas du charbon en France, ou du chemin de fer aux États-Unis. Ce modèle a reçu une approbation enthousiaste dès les années 1930 de Joseph Schumpeter qui a popularisé le modèle et le nom de son inventeur. Il relève aujourd'hui plus de l'histoire de l'économie que de sa pratique : le phénomène, sans être nié, apparaît maintenant plus chaotique que réellement cyclique.
Plus généralement, en économie il est rare qu'un élément n'agisse pas sur l'économie en général, et donc sur lui-même. On peut citer des éléments aussi importants que le niveau des prix (l'inflation peut se nourrir elle-même), le chômage, le niveau des impôts, etc.

### Finance
Les études de Benoît Mandelbrot sur les cours de la bourse révèlent un comportement chaotique des cours. En d'autres termes, les cours ne seraient pas indéterministes, ce qui signifie que des causes (notamment des informations financières, économiques, technologiques, géopolitiques et psychologiques) affectent les cours de manière déterministe (avec toujours la même conséquence), entrainant une dynamique du processus de formation des prix dépendante de conditions initiales. Certains organismes se sont ainsi intéressés à la finance comportementale, et notamment aux sur-réactions des agents à des informations sur la santé de l'entreprise à court terme. En sur-évaluant ou sous-évaluant les prix, les prix s'écarteraient de leur « vraie » valeur d'équilibre à court terme, amorçant par la suite un repli plus gradué vers leur « vraie » valeur.

### Modélisation
Jay W. Forrester créa un langage pour fabriquer facilement sur ordinateur des simulations de modèles de rétroaction : le langage DYNAMO (dynamic models). Il s'en servira pour construire un modèle industriel décrit dans son livre Industrial dynamics. Il en arrivera ensuite à modéliser le monde lui-même, d'abord dans un premier modèle de 1973 manquant de détail (il considérait le monde comme une entité unique, sans le régionaliser) et utilisé par le Club de Rome, puis en segmentant le monde en régions homogènes pour un meilleur réalisme. Ces modélisations sont décrites dans son livre World dynamics.
L'étude de la rétroaction dans des cas simples peut se faire aussi au moyen d'équations différentielles comme celle de Lotka-Volterra ou de Verhulst qui modélise un équilibre entre proies et prédateurs dont l'étude introduit deux notions importantes : celle d'espace des phases et celle de domaine de stabilité.

### Psychologie
En psychologie cette notion relève d'abord du conditionnement opérant où le sujet doit comprendre que le cours des événements dépend de son action initiale ce qui en permet la régulation. En thérapie cognitivo-comportementale, c'est un principe de base par lequel le thérapeute retourne au patient des informations sur la conduite ou la performance à améliorer. Le feed-back a une fonction de renforçateur positif ou négatif.

### Régulation
Le premier mécanisme de régulation par rétroaction automatique est bien antérieur au régulateur à boules de James Watt cité généralement comme exemple. Les mécaniciens grecs ont conçu une lampe à huile qui met en œuvre le principe du feed-back. Plus tard Francesco di Giorgio Martini fixera des masses sur l'axe en rotation dans le système bielle-manivelle. Le baille-blé des moulins est un autre exemple d'utilisation de ce principe d'autorégulation. C'est son usage qui fera apparaître l'effet de pompage dont l'étude mathématique conduira à terme à la discipline nommée automatique.
Le régulateur rétroactif le plus familier au grand public est probablement le thermostat.
Selon la légende, Aristote utilisait pour se tenir éveillé une boule métallique dans sa main gauche, la boule tombant bruyamment dans un cuvier s'il la lâchait en cas d'assoupissement, le réveillant donc. Le système de veille automatique à contrôle de maintien d'appui (VACMA) de la SNCF (parfois appelé « dispositif de l'homme mort ») qui arrête immédiatement un train si son conducteur est resté plus de quinze secondes sans toucher ou lâcher quelque chose (fût-ce un simple contact ne faisant rien hormis réarmer la VACMA) constitue également un exemple de rétroaction.

### Climatologie
On appelle « rétroaction climatique » un phénomène par lequel un effet sur le climat agit en retour sur ses causes d'une manière qui peut le stabiliser ou au contraire l'amplifier. Dans le premier cas on parle de rétroaction négative (s'opposant à l'effet) dans le second, de rétroaction positive (renforçant l'effet), ce qui peut conduire à un emballement. Ce phénomène est important pour comprendre le réchauffement climatique car ces rétroactions peuvent amplifier ou atténuer l'effet de chaque forçage climatique et jouent donc un rôle important dans la détermination de la sensibilité climatique et les projections sur le climat futur.
Par exemple, le réchauffement climatique provoque la fonte du pergélisol qui elle-même accentue le réchauffement climatique et ainsi de suite, il s'agit d'une boucle rétroactive : à mesure que le réchauffement planétaire s’intensifie, le pergélisol des hautes latitudes dégèle, ce qui entraîne la libération du dioxyde de carbone (CO2) et du méthane (CH4) que le sol renferme, ce qui à son tour accentue le réchauffement mondial.

### Durabilité, Rétroaction et économie de ressources
Lorsqu'il s'agit d'économiser une ressource (de l'eau, de l’énergie…), la boucle de rétroaction peut permettre de faire converger le système sur le niveau de consommation optimal. L'exemple le plus connu d'optimisation de consommation d’énergie par rétroaction est celui du thermostat. En l’absence de boucle de retour l’utilisation de marges (excédent de consommation) est une pratique courante dans l’ingénierie des systèmes, elle permet à l’opérateur de se prémunir contre l’inattendu et assurer une qualité de service minimum. Le gaspillage de ressources produit par ces marges « aveugles » est considéré comme un coût nécessaire, requis pour maintenir le bon fonctionnement. La plupart des systèmes de l’industrie ou de la ville utilisent ce type de marge, ce qui entraîne un gaspillage de ressources et une réduction des performances globales. C’est le cas pour les systèmes d’irrigation, la distribution de gaz et d’eau, la surveillance des infrastructures d’éclairage, l’oxygénation des bassins d’assainissement…
L’avènement des capteurs connectés capables de sonder l’environnement est idéal pour créer des boucles de rétroaction même à très grande échelle. Ils permettent des améliorations dans la façon d’optimiser la gestion des ressources naturelles. On peut citer l'exemple du thermostat mais aussi celui de l'arrosage intelligent.